# 豐達西翁 (巴拉奧納省)
18°17′10″N 71°11′2″W / 18.28611°N 71.18389°W
豐達西翁（西班牙語：Fundación），是多明尼加共和國的城鎮，位於該國西南部，由巴拉奧納省負責管轄，面積52.59平方公里，2012年人口5,895，人口密度每平方公里110人。